# James Donald
Pour les articles homonymes, voir James Donald (homme politique) et Donald.
James Donald né le 18 mai 1917 et mort le 3 août 1993 est un acteur écossais. Grand et mince, il s’est spécialisé dans les rôles d’autorité, en particulier ceux de médecins militaires.

## Jeunesse
Donald est né à Aberdeen, quatrième fils d’un pasteur presbytérien écossais. Sa mère est décédée alors qu’il avait 18 mois et son père s’est remarié.
Donald grandit à Galashiels et est scolarisé à la Rossall School, sur la côte du Fylde dans le Lancashire. Il a brièvement fréquenté l’Université McGill à Montréal, mais à cause de l’asthme, il a été transféré à l’Université d’Édimbourg.
Il avait initialement l’intention de devenir enseignant, mais après avoir vu Sir Cedric Hardwicke et Dame Edith Evans dans The Late Christopher Bean, il décida de devenir acteur. Il assista alors à autant de pièces que possible et étudia pendant deux ans au London Theatre Studio. Il fit ses débuts sur scène en 1938 dans The White Guard et obtint ensuite du travail régulier sur scène. Il apparut dans Twelfth Night avec Michael Redgrave et fut la doublure de John Gielgud dans King Lear. Il fit une tournée dans les provinces avec The Cherry Orchard.

## Service militaire
En 1939, Donald tenta de s’enrôler, mais une visite médicale le déclara inapte au service militaire. Il rejoignit alors l’ENSA (en). Il joua de petits rôles dans plusieurs films de guerre, notamment Alibi (1942), Ceux qui servent en mer (1942), Un soir de mai (1942), San Demetrio London (1943) et Les hommes dans l’ombre (1944). Il se fit un nom sur scène dans Present Laughter de Noël Coward. En 1943, il fut engagé par la MGM.
Après Les hommes dans l’ombre en 1944, l’armée britannique revint sur sa décision et incorpora Donald. Il rejoignit le RASC avant d’être affecté au renseignement militaire britannique, où il tapait des messages ennemis décryptés.

## Carrière d’acteur
Après la guerre, il reprit sa carrière d’acteur. Sur scène, il joua dans L’Aigle à deux têtes (1947) et You Never Can Tell (1948). Au cinéma, MGM le prêta aux Gainsborough Studios pour Broken Journey (1948). Il fut également à l’affiche de La Petite Voix (1948) et de Edward, mon fils (1949).
Donald connut un grand succès sur scène avec L’Héritière (1949), aux côtés de Ralph Richardson, Peggy Ashcroft et Donald Sinden. Ce succès amena Laurence Olivier à le distribuer dans Captain Caravallo (1950).
Il joua l’amoureux de Jean Kent dans Trottie True (1949), donna la réplique à Jean Simmons dans L’Amante d’une nuit (1950), et à Googie Withers dans Service des urgences (1951).
Il tint le rôle principal dans la comédie Brandy for the Parson (1952), puis joua aux côtés de Trevor Howard et Richard Attenborough dans Cheval de guerre (1952). Il incarna Mr Winkle dans Les papiers de Pickwick (1952).
Il joua ensuite dans Le Réseau (1953), puis dans son premier film hollywoodien Beau Brummel (1954). Le même studio lui confia le rôle de Théo van Gogh dans La Vie passionnée de Vincent van Gogh (1956), où sa voix lisait les lettres du peintre à son frère.

### Travaux internationaux
Il incarna le major Clipton dans Le Pont de la rivière Kwaï (1957), concluant le film par les mots : « Folie ! Folie ! »
Il continua dans des rôles de soutien dans des films d’action ou de guerre : Les Vikings (1958), Trois hommes dans la neige (1959), La Grande Évasion (1963), Le Roi des rats (1965), Un hold-up extraordinaire (1966), Les Bouffons (1967), et Les Monstres de l’espace (1967).
Il fut la vedette de l’adaptation télévisée La Citadelle (1960), et joua dans de nombreuses séries britanniques et américaines. Il apparut dans deux épisodes d’Alfred Hitchcock présente réalisés par Hitchcock lui-même : « Poison » (d’après Roald Dahl) et « The Crystal Trench » (d’après A.E.W. Mason). En 1961, il joua le prince Albert face à Julie Harris dans le rôle de la reine Victoria dans Victoria Regina (Hallmark Hall of Fame), ce qui lui valut une nomination aux Emmy Awards.
Il joua également dans Write Me a Murder (1961) à Broadway.

## Fin de vie
Il apparut ensuite dans : Hannibal Brooks (1969), La Chasse royale du soleil (1969), David Copperfield (1969), Les Derniers Braves (1975) et Le Grand Sommeil (1978).

## Décès
Donald mit fin à sa carrière, en partie à cause de son asthme chronique. Il cultivait des vignes et produisait son vin dans sa ferme du Hampshire. Il mourut d’un cancer de l’estomac le 3 août 1993 à West Tytherley, dans le Hampshire. Il laissa derrière lui son épouse Ann et un beau-fils,.

## Filmographie
- 1939 : Twelfth Night (TV) : Valentine
- 1942 : The Missing Million (en)
- 1942 : Un de nos avions n'est pas rentré (One of Our Aircraft Is Missing)
- 1942 : Ceux qui servent en mer (In Which We Serve) de David Lean et Noel Coward : Ship's doctor
- 1942 : Went the Day Well? : German corporaln
- 1943 : San Demetrio London (en) de Charles Frend : Gunnery Control Officer, HMS Jervis Bay
- 1944 : L'Héroïque Parade (The Way Ahead) de Carol Reed : Pvt. Lloyd
- 1948 : Heures d'angoisse (en) (The Small Voice) de Fergus McDonell : Murray Byrne
- 1948 : Voyage brisé (Broken Journey) de Ken Annakin : Bill Haverton
- 1949 : Édouard, mon fils (Edward, My Son) de George Cukor : Bronton
- 1949 : Ma gaie lady (Trottie True) de Brian Desmond Hurst : Lord Digby Landon
- 1950 : La Cage d'or (Cage of Gold) de Basil Dearden : Dr Alan Keam
- 1951 : White Corridors (en) de Pat Jackson : Neil Marriner
- 1952 : Commando sur Saint-Nazaire, (Gift Horse) de Compton Bennett : Lt. Richard Jennings, No. 1
- 1952 : Brandy for the Parson (en) de John Eldridge : Bill Harper
- 1952 : The Pickwick Papers (en) de Noel Langley : Nathaniel Winkle
- 1953 : M7 ne répond plus (The Net) de Anthony Asquith : Prof. Michael Heathley
- 1954 :  Le Beau Brummel (Beau Brummell) de Curtis Bernhardt : Lord Edwin Mercer
- 1956 : La Vie passionnée de Vincent van Gogh (Lust for Life) de Vincente Minnelli: Theo Van Gogh
- 1957 : Le Pont de la rivière Kwaï (The Bridge on the River Kwai) de David Lean : Maj. Clipton
- 1958 : Les Vikings (The Vikings) de Richard Fleischer: Egbert
- 1958 : Poison de Alfred Hitchcock (Alfred Hitchcock présente (série télévisée, 1955)) : Harry Pope
- 1959 : The Power and the Glory (TV) : Priest
- 1959 : The Crystal Trench de Alfred Hitchcock (Alfred Hitchcock présente (série télévisée, 1955)) : Mark Cavendish
- 1959 : Le Troisième Homme sur la montagne (Third Man on the Mountain) de Ken Annakin : Franz Lerner
- 1960 : The Citadel (en) (TV) : Dr Andrew Manson
- 1961 : Victoria Regina (TV) : Prince Albert
- 1963 : Pygmalion (TV) : Henry Higgins
- 1963 : La Grande Évasion (The Great Escape) de John Sturges : Ramsey « The SBO »
- 1965 : Un caïd (King Rat) de Bryan Forbes : Dr Kennedy
- 1966 : L'Ombre d'un géant  (Cast a Giant Shadow), de Melville Shavelson : Major Safir
- 1967 : Scotland Yard au parfum (en) (The Jokers) de Michael Winner : Colonel Gurney-Simms
- 1967 : Les Monstres de l'espace (Quatermass and the Pit) de Roy Ward Baker : Dr Mathew Roney
- 1969 : L'Extraordinaire évasion (Hannibal Brooks) de Michael Winner : Padre
- 1969 : The Royal Hunt of the Sun de Irving Lerner : King Carlos
- 1969 : Destiny of a Spy (TV) : Sir Martin Rolfe
- 1969 : David Copperfield (en) (TV) : Mr Murdstone
- 1975 : Coupable sans visage (Conduct Unbecoming) de Michael Anderson : le Docteur
- 1978 : Le Grand Sommeil (The Big Sleep) de Michael Winner : Inspecteur Gregory